# Jättaberget
Jättaberget este o arie protejată (arie specială de conservare — SAC, sit de importanță comunitară — SCI) din Suedia întinsă pe o suprafață de 36,7 ha, integral pe uscat.

## Localizare
Centrul sitului Jättaberget este situat la coordonatele 56°52′31″N 13°32′23″E / 56.8753°N 13.5397°E.

## Înființare
Situl Jättaberget a fost declarat sit de importanță comunitară în decembrie 1998 pentru a proteja 1 specie de animale. Situl a fost protejat și ca arie specială de conservare în martie 2011.

## Biodiversitate
Situată în ecoregiunea boreală, aria protejată conține 1 habitat natural: Păduri de fag Luzulo-Fagetum.
La baza desemnării sitului se află o specie protejată de  mamifere: liliac cârn (Barbastella barbastellus).